# Ивановско (район на Москва)
Ивановско е административен район на Източен окръг в Москва.